# Mouillonne
La Mouillonne est une rivière du sud de la France qui coule dans les départements de l'Ariège et de la Haute-Garonne. C'est un sous-affluent de la Garonne par l'Ariège.

## Géographie
De 19,9 km de longueur, la Mouillonne prend sa source sur la commune de Saint-Ybars dans l'Ariège sous le nom de ruisseau de Barrot puis entre dans la Haute-Garonne ou elle prend le nom de ruisseau de Rieumajou jusqu'à Caujac ou elle prend son nom de Mouillonne et se jette dans l'Ariège en rive gauche sur la commune de Miremont

## Départements et communes traversés
- Ariège : Saint-Ybars
- Haute-Garonne : Gaillac-Toulza, Mauressac, Grazac, Caujac, Lagrâce-Dieu, Puydaniel, Miremont - Auterive.

## Principaux affluents
| - Ruisseau Rouil : 2,1 km - Ruisseau de Rieutarel : 7 km - Ruisseau de Glaoudis : 4,1 km | - Ruisseau du Dorus : 7,5 km - Ruisseau du Merlan : 4,1 km - Ruisseau de Lucau : 8 km | - Le Rivet : 3,7 km - La Lichonne : 7,7 km - L'Esquers : 9 km |  |